# پل اروان
پل اروان مربوط به دوره قاجار است و در شهرستان بوئین‌زهرا، بخش آوج، روستای اروان واقع شده و این اثر در تاریخ ۱۱ مرداد ۱۳۸۴ با شمارهٔ ثبت ۱۲۵۷۹ به‌عنوان یکی از آثار ملی ایران به ثبت رسیده است.